# Goran Stolevski
Goran Stolevski (nacido en 1985/1986) es un director de cine y guionista australiano macedonio. Hizo su debut como director de largometraje con la película de 2022 You Won't Be Alone, que se estrenó en el Festival de Cine de Sundance de 2022.
Su segundo largometraje, Of an Age, fue ganador del Premio a la Mejor Película en CinefestOZ en 2022. Su tercer proyecto, Tareas domésticas para principiantes (2023) fue seleccionada como la candidata macedonia a la mejor película internacional en los Premios Óscar 2024.
Stolevski nació en Macedonia del Norte y emigró a Australia con su familia cuando era niño. Es abiertamente gay.

## Filmografía
- You Won't Be Alone (2022)
- Of an Age (2022)
- Tareas domésticas para principiantes (2023)